# 崔光笏
崔光笏（？—？），字正甫，号蕙田，直隶庆云（山东庆云）人，清朝政治人物。
道光九年（1829年）己丑科进士。道光二十三年（1843年）接替王绍复任松江府知府一职，1843年由邱建猷接任。《晚晴簃诗汇》录其诗作。